# The Phenomenon
The Phenomenon är en amerikansk dokumentärfilm från 2020 som handlar om UFO-fenomenet, och som tar ett helhetsgrepp på över 70 års UFO-forskning och rapporter. Producent är James Fox och Marc Barasch, tillsammans med bolaget CE3 film. Distributör är 1091 media och berättare är Peter Coyote.
Filmen hade premiär den 6 oktober 2020.